# Kardamianá
Kardamianá (grec moderne : Καρδαμιανά) est une localité située dans le dème de Gortyne, dans le district régional d'Héraklion, dans la periphérie de Crète, en Grèce.
Selon le recensement de 2011, elle compte 91 habitants.